# Nessuno mi può giudicare (film 1966)
Nessuno mi può giudicare è un film del 1966 diretto da Ettore Maria Fizzarotti che nello stesso anno diresse anche il sequel Perdono.
Si tratta del primo musicarello interpretato da Caterina Caselli ed il titolo è quello della canzone con cui l'allora "Casco d'oro" aveva avuto successo, lanciata dal Festival di Sanremo 1966; il film, costato ottanta milioni fu un successo che incassò un miliardo di lire dell'epoca.
Alcune scene furono girate ai magazzini della Standa di via Cola di Rienzo a Roma.

## Trama
Federico, arrivato a Roma per cercare lavoro, viene investito dal direttore dei Grandi Magazzini; lo reincontra poi poco dopo, perché ha un colloquio proprio con lui, che lo assume come ascensorista.
Il ragazzo conosce quindi Laura, commessa del negozio, ma il loro amore è contrastato dal capo della ragazza, che si è infatuato di lei.

## Colonna sonora
- Sono qui con voi (testo di Luciano Beretta; testo originale e musica di Big Joe Williams)
- Se lo dici tu (testo di Rosario Leva; musica di Gian Piero Reverberi)
- Perdono (testo di Mogol; musica di Piero Soffici)
- L'uomo d'oro (testo di Daniele Pace; musica di Alceo Guatelli e Mario Panzeri)
- Nessuno mi può giudicare/Se lo dici tu (testo di Luciano Beretta e Miki Del Prete; musica di Daniele Pace e Mario Panzeri)